# Albert Aurier

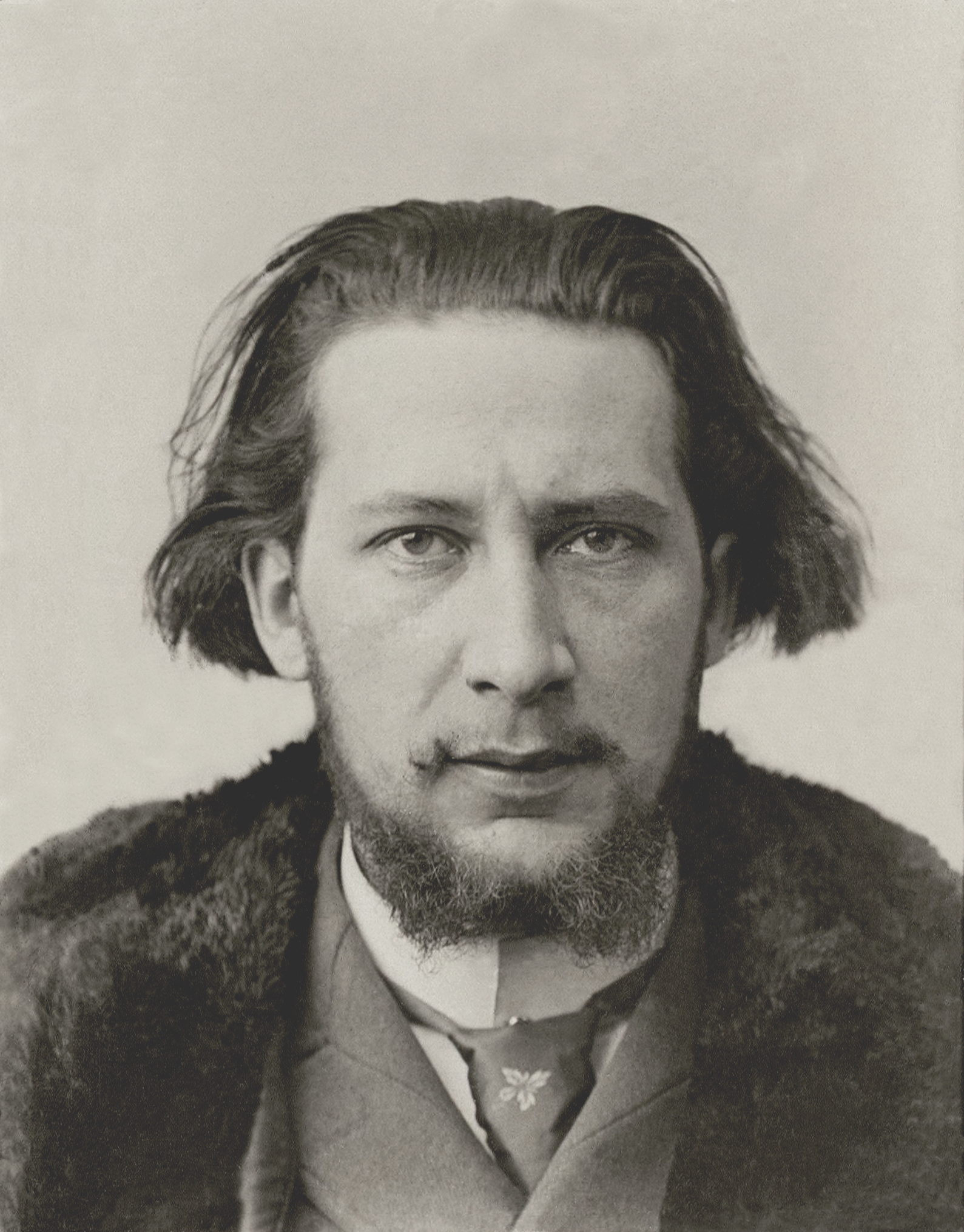
Albert Aurier, c. 1890

Gabriel-Albert Aurier (n. 5 mai 1865, Châteauroux, Centre-Val de Loire, Franța – d. 5 octombrie 1892, Paris, Franța) a fost un poet francez, critic de artă și pictor, asociat cu mișcarea simbolistă.

## Carieră
Fiul unui notar născut în Châteauroux, Indre, Aurier a plecat la Paris în 1883 pentru a studia dreptul, însă atenția sa a fost îndreptată curând spre artă și literatură; el a început apoi să contribuie la periodice simboliste. El a revizuit salonul anual din Le Décadent, apoi a contribuit la La Plume și, în 1889, a fost redactorul conducător al Le Moderniste Illustré. De la înființarea sa în 1890, el a contribuit la Mercure de France, care a publicat eseurile pe care a fost fondată faima lui Aurier: „Les Isolés: Vincent van Gogh” și „Le Symbolisme en peinture: Paul Gauguin”.
După o excursie la Marsilia, Aurier a murit la vârsta de douăzeci și șapte de ani la Paris, la 5 octombrie 1892, de o infecție cu tifos. A doua zi, prietenii, scriitorii și artiștii și-au însoțit coșciugul la trenul funerar, plecând de la Gare d'Orsay pentru Châteauroux, unde rămășițele sale erau îngropate în mormântul familiei.
La șase luni de la moartea sa, în aprilie 1893, prietenii lui au publicat scrierile sale colecționate ("posthumuri Œuvres"), editate de Mercure de France.

## Colecționarea de artă
Majoritatea picturilor Van Gogh din colecția lui Aurier au fost achiziționate de Helene Kröller-Müller și se află acum în colecțiile Muzeului Kröller-Müller, Otterlo (Olanda). Lucrările altor artiști din proprietatea lui Aurier - Émile Bernard, A. Fourmon, de artiști necunoscuți și Aurier însuși - s-au aflat la prima vedere la Paris, în 1960.